# Verschaffeltia splendida
Verschaffeltia splendida es una especie de palmera de la familia Arecaceae. El género Verschaffeltia es monotípico. Una sola especie que está confinada a las islas de Mahé, Praslin y Silhouette de las islas Seychelles, y muy extendida en el cultivo. 

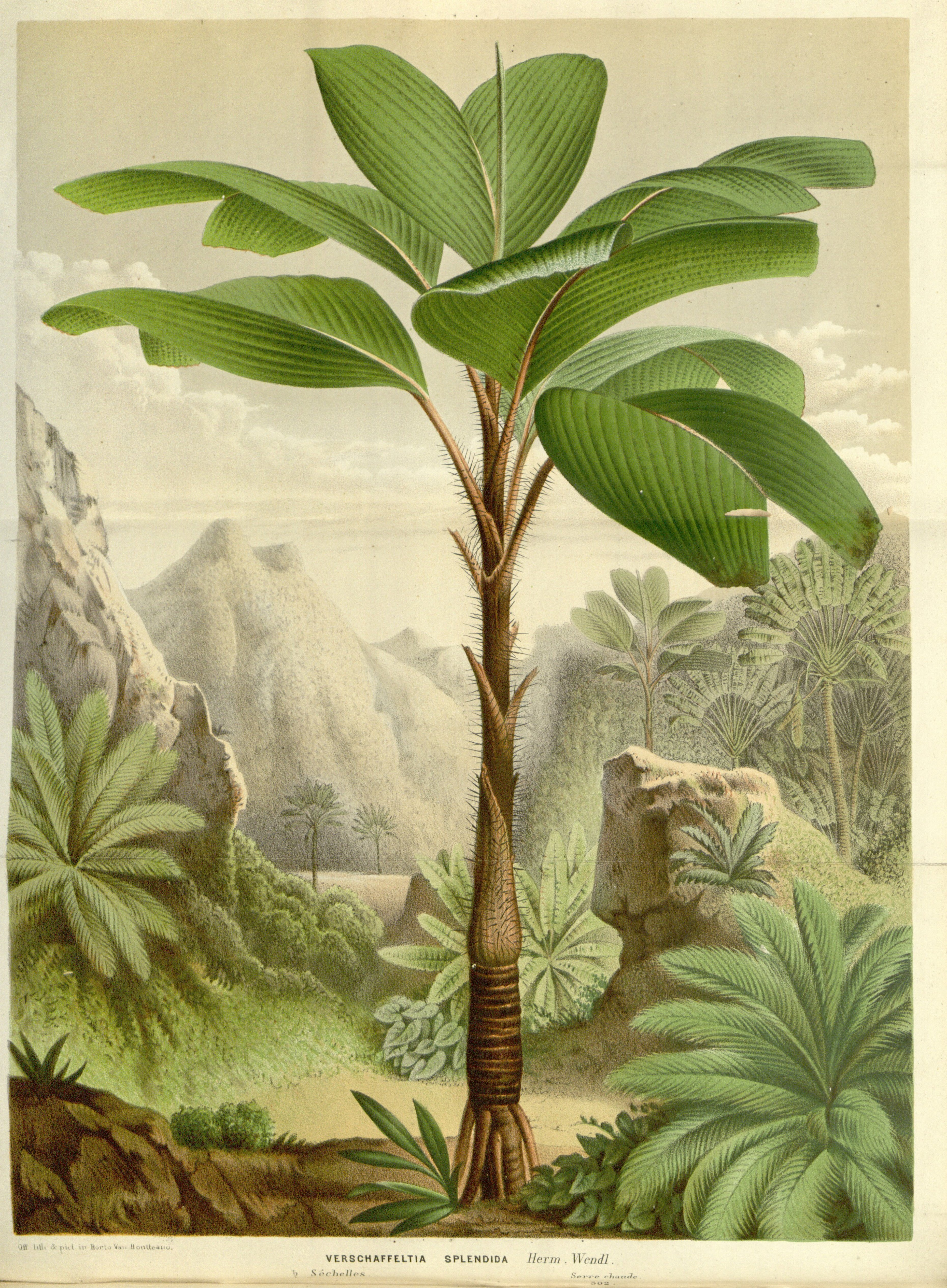
Ilustración

## Descripción
Es una especie solitaria, con espinas cuando son jóvenes, y cada vez menos espinosos en la madurez,  monoica. El tallo erecto, desnudo, rodeado de visibles cicatrices producidas por la caída de las hojas, los jóvenes muy densamente armados con largas espinas negras, los adultos escasamente armados con anillos de espinas reflejos, la base del tronco apoyado en un cono de raíces aéreas sólidas. Las hojas son grandes, bífidas, pinnadas y lobuladas, de forma irregular divididas en  varios foliolos, no forman un capitel. El fruto es esférico, de color marrón verdoso, con la semilla adaptada a la forma del endocarpo.

## Hábitat
Verschaffeltia splendida crece en el bosque primario en las laderas entre 300 y 600 m sobre el nivel del mar, más raramente, se produce en los valles de los ríos por debajo de una altitud de 300 metros. Parece que se limita a las fuertes pendientes y barrancos escarpados, donde generalmente se encuentran como individuos solitarios, raramente en colonias.

## Usos
Los troncos se han utilizado en la construcción de viviendas. El género también es muy común en el cultivo como planta ornamental.

## Taxonomía
Verschaffeltia splendida fue descrita por Hermann Wendland y publicado en L'illustration horticole 12(Misc.): 6, en el año 1865.
Etimología
Verschaffeltia: nombre genérico nombrado en honor de Ambroise Colette Alexandre Verschaffelt (1825-1886), cultivador belga y fundador de la revista  L’Illustration Horticole.
splendida: epíteto latíno que significa "espléndida"
Citología
Tiene un número cromosómico de 2n = 36
Sinonimia
- Regelia magnifica H.Wendl. (1865).
- Regelia majestica auct. (1865).
- Stevensonia viridifolia Duncan (1870).
- Regelia princeps Balf.f. in J.G.Baker (1877).[5]